# Grafika rastrowa

Emotikon w lewym górnym rogu przedstawia mapę bitową RGB. Każdy kwadrat powiększenia prezentuje jeden piksel emotikona. Kolejne powiększenie pokazuje trzy piksele, których kolory wynikają z połączenia składowej czerwonej, zielonej i niebieskiej koloru.

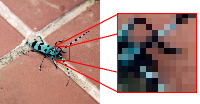

Grafika rastrowa (potocznie bitmapa) – prezentacja obrazu za pomocą mapy punktów w postaci prostokątnej siatki odpowiednio kolorowanych pikseli na monitorze komputera, drukarce lub innym urządzeniu wyjściowym. W systemach komputerowych grafika rastrowa jest przechowywana w sposób skompresowany (stratnie lub bezstratnie) albo nieskompresowany w wielu formatach plików graficznych.
Grafika rastrowa została opatentowana pierwszy raz przez firmę Texas Instruments w latach 70. i aktualnie jest wszechobecną formą przedstawiania obrazu cyfrowego. Zdjęcia z aparatu cyfrowego są przykładem grafiki rastrowej.

## Charakterystyka grafik rastrowych
Bez zastosowania kompresji kolor każdego piksela jest definiowany pojedynczo, tworząc mapę bitową, którą charakteryzują trzy podstawowe liczby – wysokość i szerokość mapy bitowej, liczone w pikselach, oraz kolor w danym trybie koloru. Obrazki z głębią kolorów RGB często składają się z kolorowych kwadratów zdefiniowanych przy pomocy trzech bajtów – jeden bajt (czyli 8 bitów) na składową czerwoną koloru, jeden na zieloną i jeden na składową  niebieską. Obrazki o mniejszej liczbie kolorów potrzebują mniej informacji (bitów) na piksel, np. obrazek jedynie w kolorach czarnym i białym wymaga tylko jednego bitu na każdy piksel (zwany jest wtedy bitmapą).
Odmiennym podejściem do tworzenia grafiki jest grafika wektorowa. Różni się ona od grafiki rastrowej tym, że obraz nie jest opisywany przez poszczególne punkty, lecz jest zdefiniowany matematycznie, czyli generowany jest przy pomocy obiektów geometrycznych, takich jak krzywe czy wielokąty.

## Jakość obrazu a wielkość pliku
Jakość obrazka rastrowego jest określana przez całkowitą liczbę pikseli (wielkość obrazu) oraz ilości informacji przechowywanych w każdym pikselu (głębia koloru). Na przykład obrazek posiadający 24 bity informacji o kolorze (standard dla większości wyświetlaczy w XXI w.) może przedstawić łagodniejsze cieniowanie od obrazka posiadającego jedynie 16 bitów informacji na każdy piksel, ale też nie pokaże łagodniejszego cieniowania od obrazka mającego 48 bitów na piksel. Podobnie, obrazek o wymiarach 640 × 480 pikseli (zawierający 307 200 pikseli) będzie wyglądał nierówno i chropowato w porównaniu do obrazka o wymiarach 1280 × 1024 (1 310 720 pikseli).
Ponieważ grafika zapisana w postaci rastrowej stanowi nieraz dużą ilość danych, często stosuje się odpowiednią technikę kompresji celem zmniejszenia wielkości miejsca zajmowanego w pamięci. Kompresję bezstratną obrazów rastrowych umożliwiają formaty plików takie jak np. PNG, TIFF lub tryb bezstratny JPEG 2000. Możliwe jest przeprowadzenie procesu odwrotnego i otrzymanie grafiki nieskompresowanej nieróżniącej się niczym od oryginału. Jednak niektóre formaty plików (jak np. JPEG) stosują kompresję stratną, która działa na zasadzie modelowania wartości poszczególnych pikseli sparametryzowanymi wzorami matematycznymi, co pozwala uzyskać znacznie mniejszy plik wynikowy kosztem pominięcia niektórych szczegółów.

## Rozmiary i rozdzielczość
Rozmiar obrazka rastrowego nie może zostać zwiększony bez zmniejszenia jego ostrości. Jest to cecha nieznana grafice wektorowej, którą łatwo można skalować, dostosowując jej wielkość do urządzenia, na którym jest wyświetlany obraz. Grafika rastrowa jest jednak bardziej użyteczna od wektorowej do zapisywania zdjęć i realistycznych obrazów, podczas gdy grafika wektorowa jest częściej używana do obrazów tworzonych z figur geometrycznych oraz prezentacji tekstu (w tym tabel i wzorów).
Aktualnie większość komputerowych monitorów wyświetla od 72 do 130 pikseli na cal (ekrany nowoczesnych telefonów i tabletów często mają rozdzielczość wyraźnie przekraczającą 300 ppi), podczas gdy drukarki mogą drukować materiały w rozdzielczości 1200 punktów na cal (dpi) lub wyższej. Ustalenie najbardziej właściwej rozdzielczości obrazka dla danej rozdzielczości drukarki może być bardzo trudne, gdyż dokument drukowany może zawierać większą liczbę detali (może mieć większą rozdzielczość) niż ten, który jest wyświetlany na ekranie monitora.